# Karma (песня Тейлор Свифт)
«Karma» — песня американской певицы и автора-исполнителя Тейлор Свифт, вышедшая 21 октября 2022 года в качестве одиннадцатого трека на её десятом студийном альбоме Midnights. Песню написали и спродюсировали Свифт, Джек Антонофф, Sounwave, Keanu Beats и Jahaan Sweet. Лейбл Republic Records выпустил песню на радио США 1 мая 2023 года в качестве третьего сингла с альбома Midnights. Ремикс с участием американской рэперши Ice Spice был выпущен 26 мая 2023 года.
В тексте песни «Karma» Свифт провозглашает, что её «хорошая карма» принесла ей хорошие вещи в жизни, в отличие от её недоброжелателей. В музыкальном плане песня сочетает диско, электроклэш и чиллвэйв с элементами техно, альтернативной поп-музыки и новой волны. Его продакшн характеризуется гладкими битами и дрожащими синтезаторами. Современные критики назвали песню «Karma» одним из самых ярких моментов альбома Midnights, похвалив её яркое исполнение, притягательную для ушей мелодию и весёлую лирику.
После выхода альбома «Karma» вошла в чарты на разных территориях, достигнув первой десятки в Австралии, Канаде и США, и первой двадцатки в Малайзии, Филиппинах, Сингапуре, Словакии и Вьетнаме; она достигла второго места в Billboard Hot 100 и шестой позиции в Billboard Global 200. Он также принёс Свифт её рекордный 11-й сингл номер один в чарте Billboard Pop Airplay. Свифт исполнила «Karma» вживую в качестве заключительной песни своего шестого хедлайнерского концертного тура the Eras Tour (2023).
Музыкальное видео на ремикс было выпущено 27 мая 2023 года после премьеры на концерте Свифт в рамках тура Eras Tour 26 мая на стадионе MetLife, Ист-Ратерфорд (Нью-Джерси), где к ней присоединилась Ice Spice в качестве неожиданного гостя для первого живого исполнения ремикса. В эпическом фэнтезийном клипе, режиссёром которого выступила Свифт, использованы космические и небесные концепции, подкреплённые цифровыми эффектами. Ремикс «Karma» был номинирован на премию Грэмми как Лучшее исполнение дуэтом и на 2023 MTV Video Music Awards в категории «Song of the Summer» (Песня лета).

## История
Пятый студийный альбом Тейлор Свифт 1989 был выпущен в октябре 2014 года. Он имел широкий коммерческий и критический успех, но публичный имидж Свифт пострадал от растущего внимания таблоидов. В начале 2016 года она была вовлечена в получивший широкую огласку спор с американским рэпером Канье Уэстом и его тогдашней женой Ким Кардашьян по поводу спорного текста о ней в его сингле «Famous», причём последняя обвинила Свифт во лжи. На вопрос в интервью Vogue в апреле 2016 года Свифт ответила: «Карма реальна».
Последующие события в споре и постоянное освещение в СМИ личной жизни Свифт подмочили её репутацию, и поэтому она на год отказалась от социальных сетей и публичных выступлений, а в 2016 году не выпустила альбом, отклонившись от своего обычного цикла выпуска альбома каждые два года.
В ноябре 2017 года Свифт прервала свой перерыв и выпустила шестой студийный альбом Reputation, сопровождаемый лид-синглом «Look What You Made Me Do», в котором содержалась лирика о карме. Она выпустила свой седьмой студийный альбом Lover в августе 2019 года на фоне очередных разногласий — спора с её бывшим звукозаписывающим лейблом Big Machine Records и Скутером Брауном по поводу владения мастер-записями её первых шести альбомов.
Спекуляции в Интернете относительно «потерянного альбома Тейлор Свифт», который должен был выйти в 2016 году под названием Karma, возобновились после выхода клипа на финальный сингл Lover «The Man» в январе 2020 года; в клипе было представлено множество символов и пасхальных яиц, в том числе стена граффити с названиями шести альбомов вокруг слова «KARMA» в центре. Поклонники и СМИ предположили, что Karma будет выпущена в ближайшее время.
28 августа 2022 года Тейлор Свифт анонсировала свой десятый студийный альбом, получив награду «Видео года» за фильм All Too Well: The Short Film на церемонии MTV Video Music Awards 2022 года. Альбом будет выпущен 21 октября 2022 года. Час спустя Свифт раскрыла название альбома, Midnights, и его обложку, но треклист не был раскрыт. В видеоролике, опубликованном на её аккаунте в Instagram 6 сентября 2022 года под названием «The making of Midnights», Свифт сообщила, что продюсером альбома выступил Джек Антонофф, работавший с ней ранее над пятью её студийными альбомами, начиная с 1989 (2014). Начиная с 21 сентября 2022 года, ровно за месяц до выхода Midnights, она анонсировала тринадцатисерийный короткий сериал под названием Midnights Mayhem with Me на платформе социальных сетей TikTok. Цель серии — объявлять название песни в каждом эпизоде, прокручивая лотерейный барабан с тринадцатью шариками для пинг-понга, пронумерованными от одного до тринадцати, каждый шарик представлял трек. В восьмом эпизоде 6 октября 2022 года Свифт объявила «Karma» как название одиннадцатого трека.

### Релиз
Альбом Midnights был выпущен 21 октября 2022 года на Republic Records. В него вошла и песня «Karma», наряду с тринадцатью объявленными треками и дополнительными неожиданно выпущенными треками для 3am-выпуска Midnights.
В апреле 2023 года американское торговое издание Hits сообщило, что «Karma» будет представлен на радио США в качестве третьего сингла альбома, вслед за «Anti-Hero» и «Lavender Haze». Филиал Mediabase AllAccess подтвердил дату выхода сингла на американском радио Hot adult contemporary как 1 мая 2023 года, а 2 мая — на радио Contemporary hit radio.
24 мая 2023 года Свифт и американская рэперша Ice Spice объявили в социальных сетях, что ремикшированная версия песни «Karma» с участием Ice Spice выйдет 26 мая, и разместили обложку. Ремикс стал бонус-треком на специальном издании альбома Midnights, также выпущенном 26 мая.

### Альтернативная лирика
Во время Eras Tour, начиная с концерта в Буэнос-Айресе (Аргентина) 11 ноября 2023 года, Свифт часто меняла текст песни «Karma», чтобы сослаться на свои отношения с игроком Канзас-Сити Чифс Трэвисом Келсом. Заменив оригинальный текст песни «Karma is the guy on the screen coming straight home to me» («Карма — это парень на экране, который идет прямо домой ко мне»), Свифт вместо этого спела «Karma is the guy on the Chiefs coming straight home to me» («Карма — это парень из команды Kansas City Chiefs, который идёт прямо ко мне домой»).

## Композиция
«Karma» это игривый электроклэш, диско, синти-поп и чиллвейв, «дисс-трек» с элементами новой волны, альтернативного попа и техно и комичным текстом. Он описывает кульминацию «хорошей кармы» Свифт.
Она не мстит своим врагам, а предоставляет вселенной действовать по своему усмотрению; в то время как карма заставляет её недоброжелателей страдать за свои проступки, она поддерживает её за добрые дела. В интервью Apple Music Свифт сказала, что написала песню «Karma» с «точки зрения ощущения счастья, гордости за то, как сложилась твоя жизнь, ощущения, что это должно быть наградой за правильные поступки». В ремиксе присутствует Ice Spice в новом втором куплете и вступлениях на протяжении всей песни.
Песня «Karma» была написана Тейлор Свифт, Джеком Антоноффом, Марком Энтони Спирсом, Киану Торресом и Джаханом Акилом Свитом. Песня написана с темпом 90 ударов в минуту и в тональности ми-бемоль мажор.

## Отзывы
Rolling Stone назвал «Karma» 4-й лучшей песней 2022 года, назвав её «определяющим хитом альбома» за сочетание «шедевральной» лирики Свифт и «гладкого, гибкого» продюсирования. Джон Уолмахер из Beats Per Minute назвал «Karma» «мгновенным шедевром», похвалив «яркую и красочную» музыку. American Songwriter включил песню в список 24 лучших песен 2022 года, назвав её «спящим хитом» Midnights; похвала была направлена на лирический подход Свифт, «шипучий» припев и продюсирование Антоноффа. Рания Анифтос из Billboard высоко оценила «беззаботный и гимнический» припев песни.
Ремикс на песню Karma с участием Ice Spice, появившийся в мае 2023 года, получил как смешанные, так и негативные отзывы. Шаад Д’Соуза из Pitchfork поздравил Айс Спайс с получением столь громкой возможности, но назвал трек «странно утилитарным», раскритиковав сотрудничество как «столкновение чувств», которое «притупляет» привлекательность оригинальной версии. Он также отметил, что в исполнении Айс Спайс не хватает «скорости», благодаря которой работали её предыдущие хиты. Напротив, Billboard и USA Today назвали ремикс одной из лучших песен 2023 года.

## Награды и номинации
Ремикс «Karma» был номинирован на премию Грэмми как Лучшее исполнение дуэтом и на 2023 MTV Video Music Awards в категории «Song of the Summer» (Песня лета).
| Год  | Организация                     | Награда                         | Результат | Ссылка |
| ---- | ------------------------------- | ------------------------------- | --------- | ------ |
| 2023 | MTV Video Music Awards          | Song of Summer                  | Номинация | [ 33 ] |
| 2023 | Grammy Awards                   | Best Pop Duo/Group Performance  | Номинация | [ 34 ] |
| 2024 | Global Awards                   | Best Song                       | Номинация | [ 35 ] |
| 2024 | Nickelodeon Kids' Choice Awards | Favourite Music Collaboration   | Номинация | [ 36 ] |
| 2024 | BMI Awards                      | Most Performed Song of the Year | Победа    | [ 37 ] |

## Коммерческий успех

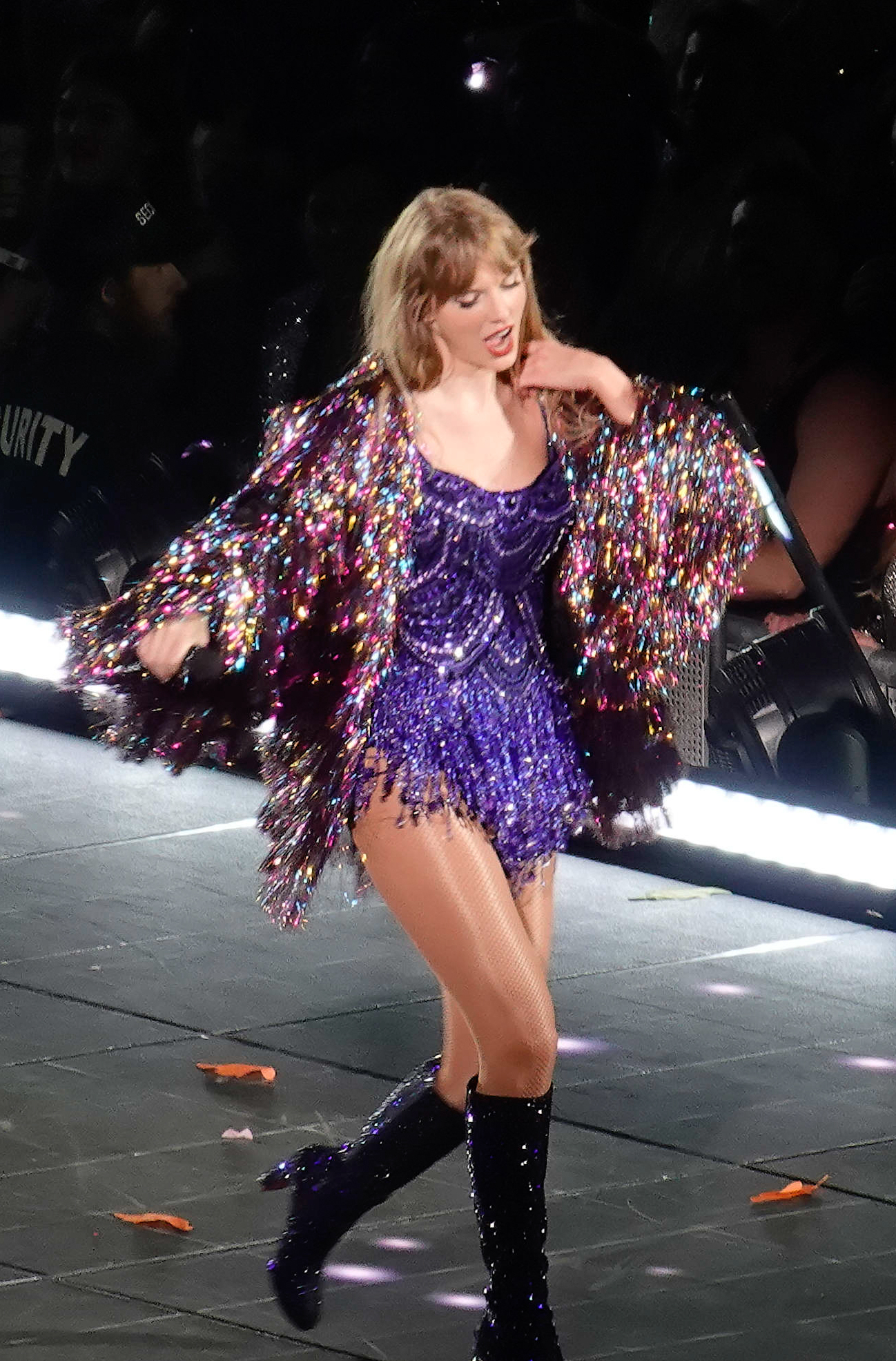
Свифт исполняет «Karma» во время тура the Eras Tour в марте 2023

После выхода Midnights все композиции альбома вошли в Billboard Global 200, причём девять из них попали в топ-10; песня «Karma» дебютировала на 10 месте. Эти треки установили рекорд по количеству одновременных вхождений в топ-10 и сделали Свифт первой исполнительницей, занявшей всю первую пятёрку в Global 200.
В США песня «Karma» дебютировала на девятой позиции в хит-параде Billboard Hot 100; её показатели за первую неделю включали 33 миллионов потоков, 3 400 скачиваний и 1,9 млн показов в радиоэфире. Все 20 треков альбома дебютировали в топ-45 Hot 100, что дало Свифт в общей сложности 188 суммарных вхождений в Hot 100. Свифт стала первой исполнителем в истории, одновременно занявшей десять первых мест в Hot 100, и женщиной с наибольшим количеством треков в первой десятке (40), обогнав Мадонну (38).
В мае 2023 года после релиза ремикса (38,4 млн радиоэфиров, +15 %; 22,5 млн стрим-потоков, +175 %; 17000 продаж, +744 %)) совместного с Ice Spice, «Karma» поднялся на второе место в Billboard Hot 100, на № 4 в Streaming Songs, на № 2 в Digital Song Sales, и на № 12 в Radio Songs, что превысило все дебютные показатели оригинальной версии ноября 2022 года. Для Ice Spice ремикс стал её третьим хитом в Топ-10 и сделал альбом Midnights первым после диска The Weeknd After Hours (2020) с тремя синглами в Топ-2. Этот альбом Свифт стал её вторым диском с тремя Топ-2 хитами в Hot 100 после того, как 1989 имел три чарттоппера в 2014—15 годах: «Shake It Off», «Blank Space» и «Bad Blood». Свифт по числу хитов в Топ-5 вышла на пятое место в истории после Дрейка (35), Битлз (29), Мадонны (28) и Мэрайи Кэри (27).
Песня «Karma» стала третьим подряд попаданием в первую десятку чарта Adult Top 40 с альбома Midnights и 28-м в карьере Свифт, обогнав Maroon 5 по этому показателю. С тех пор он занял третье место в чарте. В других чартах Billboard песня достигла первого места в Pop Airplay (Mainstream Top 40), став рекордной для Свифт 11-й песней номер один в этом чарте, и № 17 в чарте Adult Contemporary.
В Великобритании 28 мая 2023 года после релиза нового издания альбома Midnights (The Til Dawn Edition) ремикс сингла «Karma» с участием Ice Spice достиг второго места в британском хит-параде, а песни «Hits Different» и «Snow on the Beach», были на 8 и 10 местах, соответственно.
Песня также была на восьмом месте в Canadian Hot 100 (в июне 2023 года на № 4) и сертифицирована в платиновом статусе Music Canada. «Karma» дебютировала в чартах различных стран, войдя в Топ-25 в Австралии (на 9-м месте в 2022 и на 2-м месте в июне 2023 года), Филиппинах (11), Сингапуре (12), Словакии (12), Малайзии (18) и Вьетнаме (25).

## Музыкальное видео
Свифт сама как режиссёр сняла музыкальное видео на ремикс «Karma». Премьера клипа состоялась 26 мая 2023 года на первом концерте в Ист-Рутерфорде в рамках её тура Eras Tour (2023), где к ней присоединился Ice Spice в качестве неожиданного гостя для исполнения песни. Видео было выложено на YouTube 27 мая.
Видео отличается сильными цифровыми эффектами, включает в себя «космические или небесные» образы и наполнено Easter eggs, напоминающими о некоторых ранних альбомах Свифт. Свифт принимает различные наряды и олицетворения в нескольких локациях. Например, она предстаёт в виде комичной «Дороти» на дороге из жёлтого кирпича, изображённой в сборнике сказок на тему «Волшебник страны Оз»; в виде женщины, одетой в бирюзовое платье, на фоне огромной фотографии её кошки Оливии, свернувшейся калачиком; в виде зелёной «великанши», покрытой лесом и горами, в то время как Айс Спайс находится в «облачном образовании». Свифт и Айс Спайс также видны поднимающимися по лестнице и бьющими лассо Луну и Сатурн (отсылка к песне «seven» из альбома Folklore), соответственно. Айс Спайс исполняет свой рэп-стих изнутри золотой раковины моллюска.
Видео получило положительные отзывы. Журналист Billboard Кэти Аткинсон сказала, что «видео наполнено потрясающими визуальными эффектами: Свифт внутри песочных часов, которые сдвигаются в сторону и превращаются в её идеально выстроенный кошачий глаз, голова Свифт лежит на кошке, свернувшейся в форме луны». В одной из сцен Свифт превращается в покрытый деревьями горный хребет, а фирменные рыжие локоны Айс Спайс превращаются в пушистое облако. Дженнифер Зан из Vulture назвала клип «волшебным», а Джо Линч, редактор из Billboard, — восхитительным и игривым.

## Концертные исполнения
Песня вошла в сет-лист the Eras Tour, концертного тура, в который Свифт отправилась 17 марта 2023 года (когда она была впервые публично исполнена и в качестве финального номера) для продвижения Midnights и других своих альбомов.
11 ноября 2023 года во время своего акустического выступления в Буэнос-Айресе (Аргентина) в рамках Eras Tour Свифт изменила текст песни на «Karma Is the Guy on the Chiefs Coming Straight Home to Me», имея ввиду своего возлюбленного Тревиса Келса (Travis Kelce из команды Kansas City Chiefs), к которому она после завершения шоу бросилась прямо в объятия. Он наблюдал за концертом вместе с отцом Свифт из VIP-шатра. Во время выступления Свифт перед песней «Champagne Problems» Келс присоединился к фанатам, скандируя «Olé, Olé, Olé» в поддержку певицы.

## Чарты
| Чарт (2022—2023)                        | Высшая позиция |
| --------------------------------------- | -------------- |
| Австралия (ARIA)                        | 2              |
| Канада (Billboard Canadian Hot 100)     | 4              |
| Канада (Billboard AC)                   | 7              |
| Канада (Billboard CHR/Top 40)           | 1              |
| Канада (Billboard Hot AC)               | 1              |
| Чехия (Singles Digitál Top 100)         | 35             |
| Франция (SNEP)                          | 127            |
| Мир (Billboard Global 200)              | 6              |
| Франция (SNEP)                          | 127            |
| Греция (IFPI)                           | 12             |
| Ирландия (IRMA)                         | 8              |
| Латвия (Airplay, LAIPA)                 | 3              |
| Малайзия (Billboard)                    | 20             |
| Малайзия (RIM)                          | 18             |
| Нидерланды (Dutch Top 40)               | 26             |
| Нидерланды (Single Tip)                 | 4              |
| Новая Зеландия (Recorded Music NZ)      | 9              |
| Норвегия (VG-lista)                     | 37             |
| Филиппины (Billboard)                   | 7              |
| Португалия (AFP)                        | 20             |
| Сингапур (RIAS)                         | 12             |
| Словакия (Singles Digitál Top 100)      | 12             |
| Испания (PROMUSICAE)                    | 66             |
| Швеция (Sverigetopplistan)              | 38             |
| Швейцария (Schweizer Hitparade)         | 40             |
| Великобритания (OCC UK Singles)         | 12             |
| Великобритания (OCC UK Audio Streaming) | 8              |
| США (Billboard Hot 100)                 | 2              |
| США (Billboard Adult Contemporary)      | 9              |
| США (Billboard Adult Pop Airplay)       | 1              |
| США (Billboard Dance/Mix Show Airplay)  | 13             |
| США (Billboard Pop Airplay)             | 1              |
| Вьетнам (Vietnam Hot 100)               | 25             |

| Чарт (2023)                         | Позиция |
| ----------------------------------- | ------- |
| Австралия (ARIA)                    | 39      |
| Канада (Canadian Hot 100)           | 14      |
| Мир(Global 200, Billboard)          | 88      |
| Великобритания (UK Singles, OCC)    | 99      |
| США (Billboard Hot 100)             | 27      |
| США (Adult Contemporary, Billboard) | 18      |
| США (Adult Top 40, Billboard)       | 9       |
| США (Mainstream Top 40, Billboard)  | 13      |

| Чарт (2024)                         | Позиция |
| ----------------------------------- | ------- |
| США (Adult Contemporary, Billboard) | 29      |

## Сертификации
| Регион                                                                      | Сертификация  | Продажи |
| --------------------------------------------------------------------------- | ------------- | ------- |
| Австралия (ARIA)                                                            | 4× Платиновый | 280 000 |
| Бразилия (ABPD)                                                             | Платиновый    | 40 000  |
| Канада (Music Canada)                                                       | Платиновый    | 80 000  |
| Дания (IFPI Danmark)                                                        | Золотой       | 45 000  |
| Мексика (AMPROFON)                                                          | Платиновый    | 140 000 |
| Новая Зеландия (RMNZ)                                                       | Золотой       | 15 000  |
| Польша (ZPAV)                                                               | Золотой       | 25 000  |
| Португалия (AFP)                                                            | Золотой       | 5000    |
| Испания (PROMUSICAE)                                                        | Золотой       | 30 000  |
| Великобритания (BPI)                                                        | Платиновый    | 600 000 |
| Данные о продажах + прослушиваниях приведены только на основе сертификации. |               |         |

## История релиза
| Регтон | Дата        | Формат                       | Версия           | Лейбл    | Ссылка         |
| ------ | ----------- | ---------------------------- | ---------------- | -------- | -------------- |
| США    | 1 мая 2023  | Hot adult contemporary radio | Оригинальная     | Republic | [ 11 ]         |
| США    | 2 мая 2023  | Contemporary hit radio       | Оригинальная     | Republic | [ 12 ] [ 105 ] |
| Мир    | 26 мая 2023 | Digital download streaming   | Ice Spice ремикс | Republic | [ 106 ]        |

### Комментарии
1. ↑  Свифт по числу хитов в Топ-5 Billboard Hot 100 вышла на пятое место в истории после Дрейка (35), The Beatles (29), Мадонны (28), Мэрайи Кэри (27), и опережая Джанет Джексон (24), Рианну (24), Элвиса Пресли (21), Джастина Бибера (20), Майкла Джексона (20) и Стиви Уандера (20). По числу хитов в Топ-2 (Hot 100) Свифт стала шестым музыкантом в истории: 17, причём девять из них стали № 1, а восемь — № 2. Она следует за The Beatles (23; 20 № 1, три № 2), Мэрайей Кэри (23; 19 № 1, четыре № 2), Дрейком (20; 11 № 1, девять № 2), Рианной (18; 14 № 1, четыре № 2) и Мадонной (18; 12 № 1, шесть № 2)[44].
2. ↑  Объединённые чарты для оригинальной и ремиксовой версий